# Darvaza
Darvaza (en turkmène : Derweze, signifiant « portail ») est un village du Turkménistan situé au milieu du désert du Karakoum, à 260 kilomètres au nord d'Achgabat. Une grande partie du village a été rasée en 2002 sur ordre du Président Saparmurat Niazov et l'endroit est désormais quasiment inhabité. La zone a été transformée en réserve naturelle de 90 000 hectares en 2013.
Le site est connu pour la Porte de l'Enfer et un autre cratère contenant de l'eau turquoise.

## Porte de l'Enfer
La Porte de l'Enfer ou cratère de Darvaza est un trou de 70 mètres de diamètre situé à proximité du village, et qui est en combustion continue depuis 1971,.
Le sous-sol de Darvaza est riche en gaz naturel. Lors d'une prospection minière soviétique en 1970, une équipe de géologues, forant le sol à la recherche d'un gisement, perce accidentellement une cavité souterraine qui provoque l'effondrement de la tour de forage, laissant dans le sol un trou béant. Pour éviter les risques d'explosion et de pollution atmosphérique, il est décidé de mettre le feu aux gaz qui émanent du puits. Les géologues estimaient que les réserves devaient s'épuiser en quelques semaines, mais le puits brûle sans interruption depuis 1971. Localement, l'endroit est surnommé « la porte de l'enfer » (derweze signifie « porte » en turkmène).
En avril 2010, le président Gurbanguly Berdimuhamedow signe un décret visant à l'extinction du cratère, mais celui-ci est toujours actif en 2023 .

## Galerie

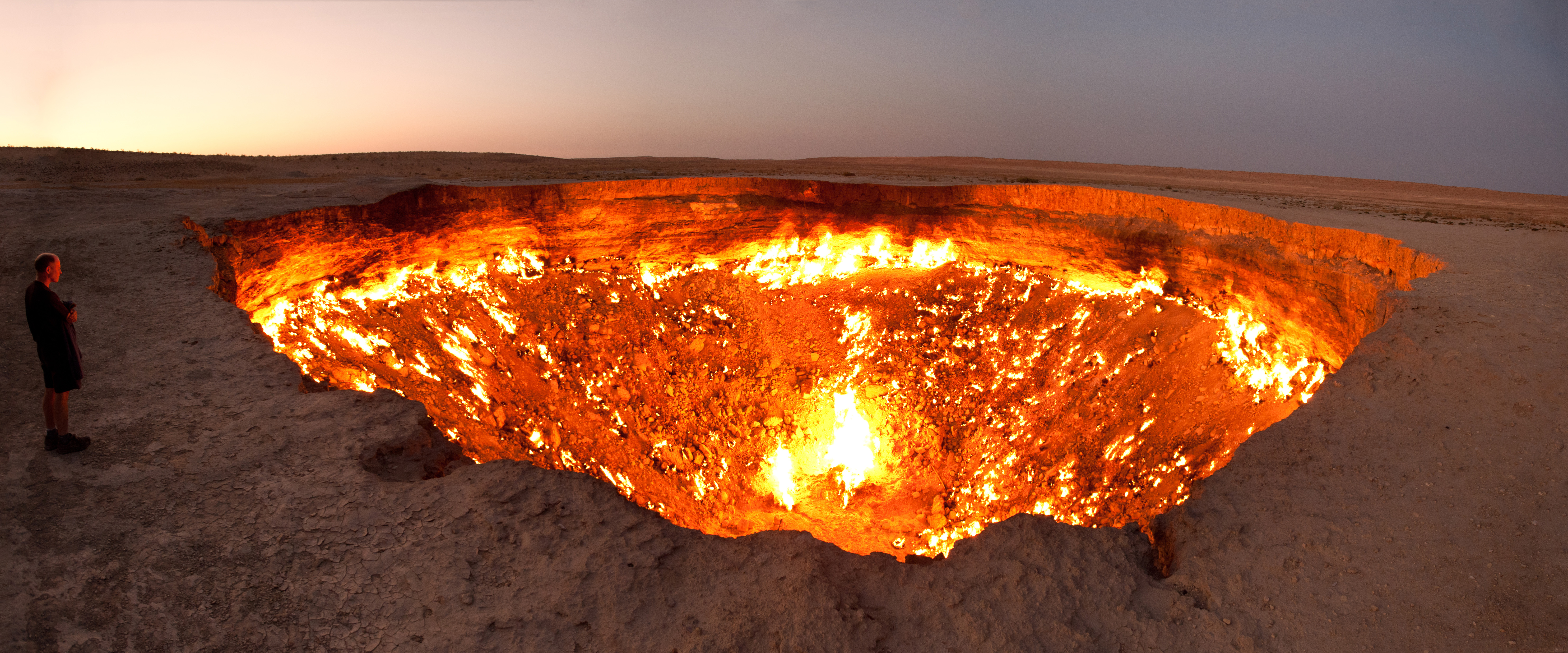
Vue de la Porte de l'Enfer de nuit.
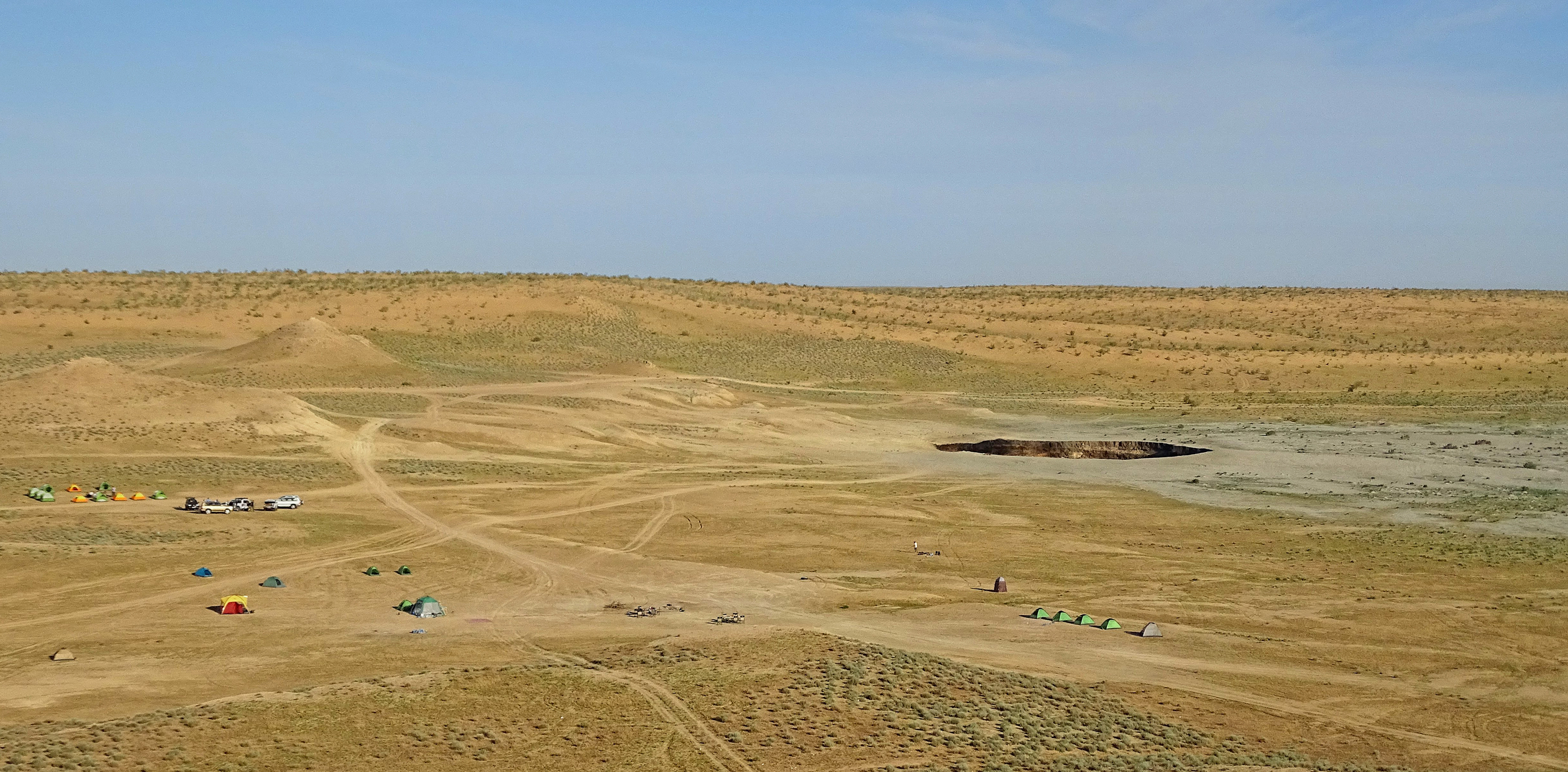
La Porte de l'Enfer et ses environs en 2015.
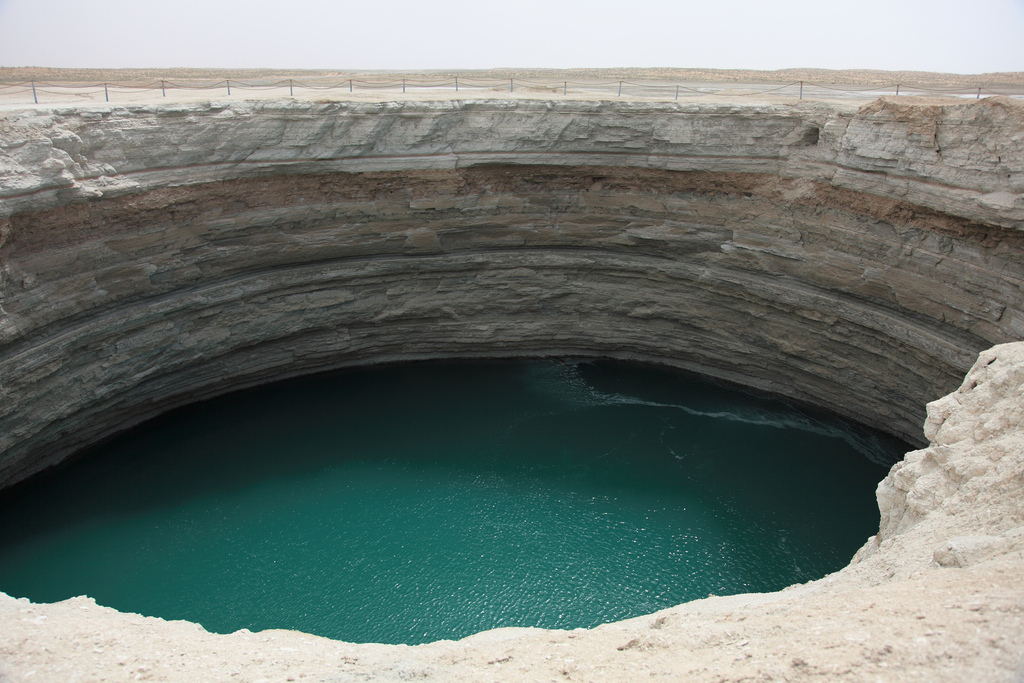
Cratère du lac turquoise